# Суворовка (Оренбургская область)
Суворовка — село в Переволоцком районе Оренбургской области в составе сельского поселения Преторийский сельсовет.

## География
Находится на расстоянии примерно 42 километра по прямой на север от районного центра поселка Переволоцкий.

## История
Основано немецкими переселенцами в 1900-1901 годах. 

## Население
Население составляло 124 человека в 2002 году (70% русские),  96 по переписи 2010 года.